# Gonzalo Ucha
Gonzalo Ucha (Buenos Aires, Argentina, 7 de febrero de 1984) es un futbolista argentino que juega como delantero.

## Trayectoria
Después de varias temporadas en el fútbol europeo, pasando por el ascenso español y la primera división del fútbol Rumano, volvería a la Argentina, jugando con el club Sportivo Italiano.
En el 2009, se consagró campeón del Torneo de la Primera B Metropolitana 2008/09, y logró el ascenso a la Primera "B" Nacional con Sportivo Italiano. 
Después de su paso en por la segunda categoría del fútbol Argentino, es contratado por Deportivo Anzoategui de la primera división de Venezuela.
Luego de tener una buena campaña en el equipo venezolano, pasa en el 2011 al fútbol Chileno, en donde firma su contrato con Cobreloa de la primera división del fútbol de Chile, la temporada 2012 vuelve a jugar en el fútbol europeo con el Savona FCB, teniendo una buena campaña. Esta actuación despertó el interés de varios clubes de la Serie B

## Clubes
| Club                     | País      | Año       |
| ------------------------ | --------- | --------- |
| Benidorm CF              | España    | 2003-2004 |
| Progresul de Bucarest    | Rumania   | 2005-2006 |
| FC Ceahlăul Piatra Neamţ | Rumania   | 2006      |
| Sportivo Italiano        | Argentina | 2008-2010 |
| Deportivo Anzoategui     | Venezuela | 2010      |
| Cobreloa                 | Chile     | 2011-2012 |
| Savona FBC               | Italia    | 2012-2013 |
| Kultsu FC                | Finlandia | 2014      |
| Deportes Concepción      | Chile     | 2015-2016 |
| Nuorese Calcio 1930      | Italia    | 2016-2017 |
| Coquimbo Unido           | Chile     | 2017-2018 |
| FC Encamp                | Andorra   | 2018-2019 |
| Colchagua                | Chile     | 2020      |

## Palmarés

### Campeonatos nacionales
| Título                  | Club              | País      | Año     |
| ----------------------- | ----------------- | --------- | ------- |
| Primera B Metropolitana | Sportivo Italiano | Argentina | 2008/09 |